# Андреев, Лев Николаевич
Лев Никола́евич Андре́ев (5 ноября 1931, Саратов — 5 апреля 2006, Москва) — советский и российский биолог, ботаник, специалист в области иммунологии и патологии растений, действительный член Российской академии наук (2000).

## Биография
Родился в семье служащего. Отец Николай Гаврилович — советский учёный в области лугопастбищного хозяйства и кормопроизводства.
После окончания средней школы в 1949 году поступил в Саратовский сельскохозяйственный институт, а в 1952 году перевёлся на 4 курс Московской сельскохозяйственной академии им. К. А. Тимирязева. По окончании академии, в ноябре 1954 года Лев Андреев поступил в аспирантуру Главного ботанического сада АН СССР по специальности «физиология растений». Его руководителем стал заслуженный деятель науки РСФСР, профессор К. Т. Сухоруков.
В 1958 году Андреев защитил в институте физиологии растений АН ССР диссертацию на звание кандидата наук на тему «Физиологические особенности пшеницы, поражённой ржавчиной». Молодого и талантливого учёного отправили на полугодовую стажировку в Канаду, в Университет Саскачевана. По возвращении устроился на работу в отдел науки и высших учебных заведений ЦК КПСС.
В 1979 году во Всесоюзном институте растениеводства Андреев защитил докторскую диссертацию на тему «Физиология взаимоотношений патогена и растения-хозяина при ржавчинных болезнях пшеницы».
В июне 1980 года по просьбе академика Н. В. Цицина и ходатайству Президиума АН СССР Лев Андреев перевёлся на работу заместителем директора Главного ботанического сада АН СССР, а в 1981 году, после смерти Н. В. Цицина, возглавил его. Член-корреспондент АН СССР с 1984 года. Действительный член Российской академии наук с 2000 года.
Под его руководством в ботаническом саду проводились исследования в области физиологии иммунитета растений, была проделана большая экспедиционная работа в Средней Азии по вопросам биологии вертициллеозного увядания растений. Пристальное внимание Андреев уделял исследованиям физиологии взаимоотношений в системе растение — возбудители инфекционных болезней. Он внёс заметный вклад в изучение патогенеза растений, выявлению защитных реакций на инфекцию, функциональные нарушения больных растений, роль витаминов.
Лев Николаевич Андреев создал школу физиологов иммунитета растений, под его руководством было защищено более 20 кандидатских и докторских диссертаций. Только сам Андреев является автором более 200 научных статей и 3 монографий.
Андреев занимался и общественной деятельностью. Он был заместителем академика-секретаря Отделения общей биологии Российской академии наук, председателем Совета ботанических садов СССР и России, вице-президентом Международной ассоциации ботанических садов, вице-президентом Русского ботанического общества. Также он являлся председателем комиссии РАН по сохранению и разработке научного наследия академика Н. И. Вавилова. Был главным редактором «Журнала общей биологии» и «Бюллетеня Главного Ботанического сада».
Похоронен в Москве на Троекуровском кладбище.

## Основные работы
- Распространение фитопатогенных грибов рода Vertiсillium. М., 1978 (в соавт.);
- Фитопатогенные грибы рода Verticillium. М., 1980 (в соавт.);
- Ржавчина пшеницы: цитология и физиология. М., 1989 (в соавт.).

## Награды
Был награждён орденом Трудового Красного Знамени, а также несколькими медалями.
В 2002 году «за серию работ по иммунитету растений» Л. Н. Андреев был награждён золотой медалью имени Н. И. Вавилова.
Медаль ордена «За заслуги перед Отечеством» II степени (1999).